# Мохаммед, Билаль
Билаль Мохаммед (араб. بلال محمد‎; 2 июня 1986, Катар) — катарский футболист, защитник клуба «Умм-Салаль». Выступал за сборную Катара.

## Карьера
Мохаммед начал свою футбольную карьеру в молодежной команде «Аль-Гарафа» в возрасте 10 лет. Его тренировал молодежный тренер Али Халил. Его дебют за «Аль-Гарафу» состоялся против команды «Катар СК» в 2003 году. Он дебютировал за сборную Катара в 2003 году в товарищеском матче против сборной Алжира во Франции. В Кубке Азии 2004 года, он сыграл в двух из трёх матчей Катара. В 2005 году Мохаммед выиграл свой первый чемпионат Катара. В следующем году он забил победный гол в финале Азиатских игр 2006 года и позволил Катару выиграть золотую медаль турнира на глазах у своих болельщиков. На Кубке Азии 2007 года Катар выступил катастрофически, заняв последнее место и набрав два очка. На турнире Мохаммед сыграл лишь один матч против сборной ОАЭ (1:2). Он также принял участие в своем третьем Кубке Азии в 2011 году, на турнире забил гол на групповом этапе в ворота Кувейта. В 2017 году Мохаммед покинул «Аль-Гарафу» после 14 лет, проведённых в клубе. В 2018 году перешёл в «Умм-Салаль» и покинул клуб в начале 2019 года. Сейчас является свободным агентом.
19 ноября 2013 года он сыграл свою 100-ю игру за сборную против Малайзии.

## Личная жизнь
Билаль Мохаммед имеет суданское происхождение. Его отец и дядя также были профессиональными футболистами.
В феврале 2012 года он женился на дочери бывшего суданского футболиста Шенана Хидра. В церемонии приняли участие ряд катарских и суданских футболистов.

## Достижения
«Аль-Гаррафа»
- Чемпион Катара (4): 2004/05, 2007/08, 2008/09, 2009/10
- Обладатель Кубка эмира Катара (2): 2009, 2012
- Обладатель Кубка наследного принца Катара (2): 2010, 2011
- Обладатель Кубка звезд Катара: 2009